# مریم‌گلی ژاپنی
مریم‌گلی ژاپنی (نام علمی: Salvia japonica) نام یک گونه از سرده مریم‌گلی است.